# Barbara Murray

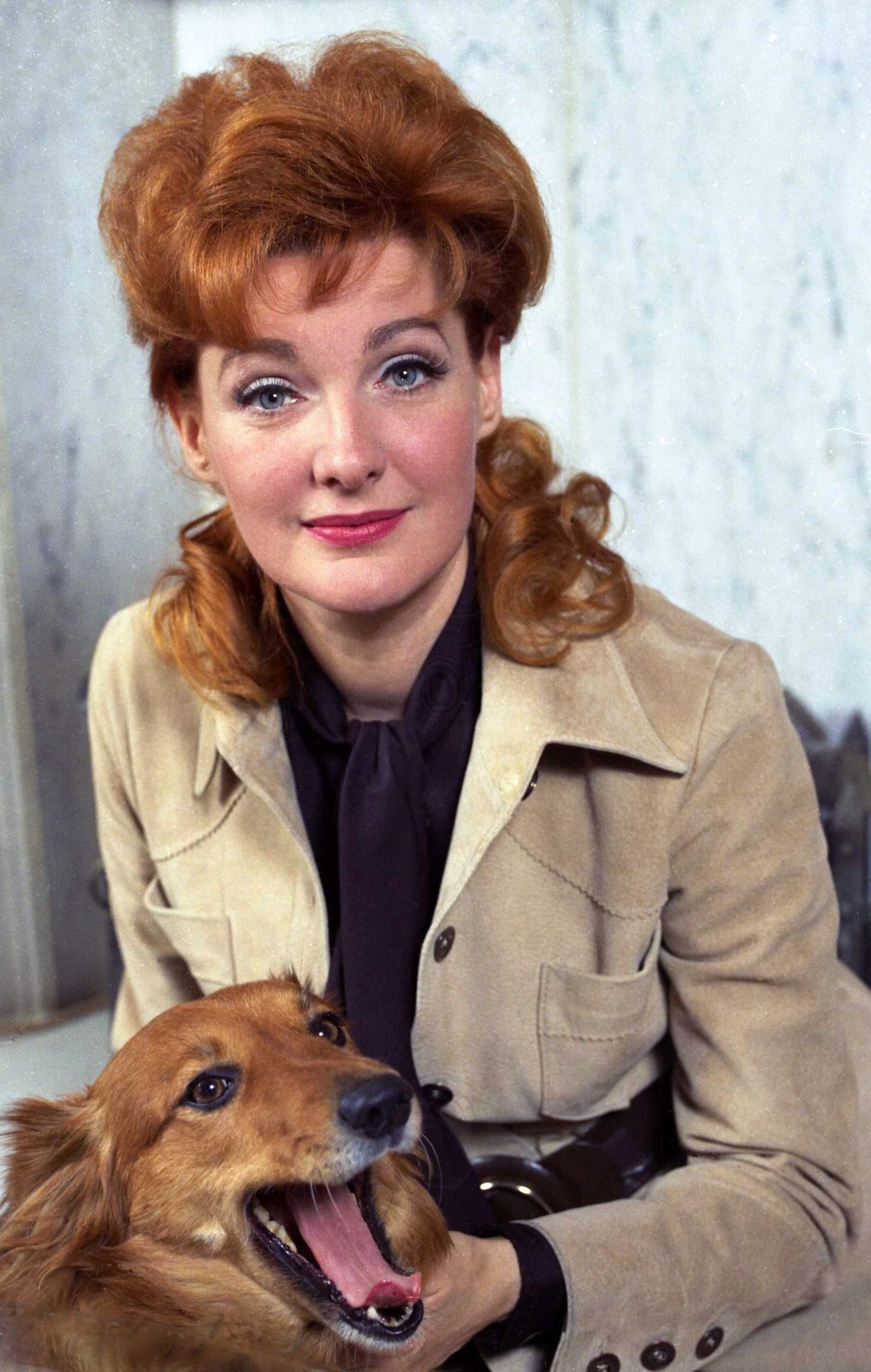
Barbara Murray (1973)

Barbara Ann Murray (* 27. September 1929 in London; † 20. Mai 2014 in Spanien) war eine britische Schauspielerin.

## Leben und Karriere
Barbara Ann Murray wurde 1929 in London geboren. Ihre Eltern waren Theaterschauspieler. Als Kind lernte Murray Tänzerin, bevor die Rank Organisation sie im Jahr 1947 als Schauspielerin unter Vertrag nahm und ausbildete. Seit Ende der 1940er Jahre war sie eine vielbeschäftigte Darstellerin in vielen britischen Filmen wie Blockade in London (1949) und Der Mann in Schwarz (1951) von Jeffrey Dell, oder in den Filmen des britischen Regisseurs Ralph Thomas zu sehen, unter anderem in: Hilfe, der Doktor kommt! und in Gefährliches Erbe aus dem Jahr 1957.
Seit den 1960er Jahren häuften sich die Engagements in Fernsehserien, so beispielsweise als Lady Pamela Wilder in der Dramaserie The Plane Makers und die Fortsetzung, The Power Game. Zu Murrays weiteren Fernsehauftritten zählen Geheimauftrag für John Drake, Simon Templar, Department S, Strange Report, The Pallisers, The MacKinnons, Doctor Who, Geschichten aus der Gruft und The Bretts.
Barbara Murrays Filmkarriere umfasste über 70 internationale Kino-, Fernsehfilme und Fernsehserien. Bis zum Jahr 1964 war sie mit dem Schauspieler John Justin verheiratet. Sie hatte drei Töchter.

## Filmografie (Auswahl)
- 1949: Blockade in London (Passport to Pimlico)
- 1951: Der Mann in Schwarz (The Dark Man)
- 1951: Gift für den Anderen (Another Man’s Poison)
- 1953: An der Straßenecke (Street Corner)
- 1954: Der Fall Teckmann (The Teckman Mystery)
- 1957: Gefährliches Erbe (Campbell’s Kingdom)
- 1957: Hilfe, der Doktor kommt! (Doctor at Large)
- 1959: Immer Ärger mit den Ladies (Operation Bullshine)
- 1960: Geheimauftrag für John Drake (Danger Man; Fernsehserie, 1 Folge)
- 1963: Doktor in Nöten (Doctor in Distress)
- 1963–1964: Simon Templar (The Saint; Fernsehserie, 2 Folgen)
- 1968: Todestanz eines Killers (A Dandy in Aspic)
- 1969: Department S (Fernsehserie, 1 Folge)
- 1970: Die eine will's, die andere nicht (Some Will, Some Won't)
- 1971: Jason King (Fernsehserie, 1 Folge)
- 1971: Her mit den römischen Sklavinnen (Up Pompeii)
- 1973: Gene Bradley in geheimer Mission (The Adventurer; Fernsehserie, 1 Folge)
- 1982: Doctor Who (Fernsehserie, 2 Folgen)
- 1994: Casualty (Fernsehserie, 1 Folge)